# Moacir Rodrigues dos Santos
Moacir Rodrigues dos Santos (Timóteo, Minas Gerais, 21 de marzo de 1970-Belo Horizonte, 20 de julio de 2024), conocido como Moacir, fue un futbolista brasileño que ocupaba habitualmente la posición de mediocentro defensivo.

## Trayectoria
Comenzó a jugar al fútbol a nivel profesional en el club brasileño Atlético Mineiro, donde tras cinco temporadas a un gran nivel, culminadas con una cesión al Corinthians, dio el salto a Europa para fichar por el Atlético de Madrid. El club colchonero llegó a un acuerdo para incorporarlo en mayo de 1993, pagando 200 millones de pesetas por su traspaso, con la condición de que permaneciese en su club de origen hasta finales de julio, para poder disputar la fase final del Campeonato Paulista. Sin embargo, pese a las grandes expectativas depositadas en su fichaje, no logra convencer y tras disputar once partidos acaba marchándose cedido de nuevo al Corinthians para finalizar allí la temporada.
En el verano de 1994, es traspasado al Sevilla FC dentro de una operación que incluye también el pase al conjunto andaluz de sus compañeros en el Atlético Pedro y Juanito, a cambio de 150 millones de pesetas y el fichaje de Simeone por el club atlético. De las tres temporadas por las que inicialmente es contratado, solo cumple una y media, retornando al Atlético Mineiro. Seguiría desempeñando el resto de su carrera deportiva en el país carioca (exceptuando la temporada 97-98, en la que firma por el Verdy Kawasaki japonés), en equipos como la Associação Portuguesa de Desportos de Sao Paulo, el Ituano Futebol Clube y finalmente en el Uberaba SC, donde se retiró en 2004.

## Equipos
| Club               | País              | Años      |
| ------------------ | ----------------- | --------- |
| Atlético Mineiro   | Bandera de Brasil | 1988-1992 |
| Corinthians        | Bandera de Brasil | 1993      |
| Atlético de Madrid | Bandera de España | 1993-1994 |
| Corinthians        | Bandera de Brasil | 1994      |
| Sevilla FC         | Bandera de España | 1994-1996 |
| Atlético Mineiro   | Bandera de Brasil | 1996      |
| Portuguesa         | Bandera de Brasil | 1997      |
| Tokyo Verdy        | Bandera de Japón  | 1998      |
| Ituano             | Bandera de Brasil | 1999-2002 |
| Uberaba            | Bandera de Brasil | 2003      |